# Kreis Löbau
Koordinaten: 51° 6′ N, 14° 40′ O
Der Kreis Löbau war von 1952 bis 1990 eine Verwaltungseinheit im Bezirk Dresden der Deutschen Demokratischen Republik. Von 1990 bis 1994 war er als Landkreis Löbau eine Verwaltungseinheit im Freistaat Sachsen. Sein Gebiet liegt heute im Landkreis Görlitz in Sachsen. Der Sitz der Kreisverwaltung befand sich in Löbau.

## Geographie

### Lage
Der Kreis Löbau lag im Zentrum der Oberlausitz zwischen den Städten Bautzen, Görlitz und Zittau.

### Nachbarkreise
Der Kreis Löbau grenzte im Uhrzeigersinn im Westen beginnend an die Kreise Bautzen, Görlitz-Land und Zittau. Im Südwesten grenzte er an die Tschechoslowakei.

### Naturraum
Das westliche Kreisgebiet ist durch die langgestreckten, bewaldeten Bergrücken des Lausitzer Berglandes mit Höhen über 500 m geprägt. Sie wechseln mit breiten muldenförmigen Tälern ab. Der Kottmar östlich von Ebersbach bildet mit 583 m die höchste Erhebung des Landkreises. Von einem Aussichtsturm auf seinem Gipfel reicht der Blick bei klarem Wetter bis weit in die Tschechoslowakei zum Iser- und Riesengebirge. Am Südrand des Kottmar entspringt die Spree, die das Kreisgebiet in westlicher Richtung durchfließt. Im Osten geht die Landschaft in die Ostlausitzer Vorberge über. Bewaldete Einzelberge, so auch der als Landschaftsschutzgebiet ausgewiesene Löbauer Berg (480 m), erhebt sich hier über breite Talmulden.
Im nördlichen Kreisgebiet ist die Landschaft durch ausgedehnte Ackerflächen mit fruchtbaren Lößböden geprägt.

## Geschichte
Der Kreis Löbau ging aus der am 1. Januar 1939 in Landkreis Löbau umbenannten, 1874 gegründeten Amtshauptmannschaft Löbau hervor. Mit der Kreisreform der DDR am 25. Juli 1952 erfolgte die Bildung der Bezirke und eine Neugliederung der Kreise. Der alte Landkreis Löbau gab 23 seiner 74 Gemeinden an Nachbarkreise im Norden und Osten ab. Der neue Kreis Löbau wurde dem neugebildeten Bezirk Dresden zugeordnet, Kreissitz wurde Löbau. Im Einzelnen kamen
- 16 Gemeinden des alten Landkreises Löbau zum neuen Kreis Bautzen:

Breitendorf, Hochkirch, Kohlwesa, Kotitz, Krappe, Lauske b. Löbau, Lehn, Maltitz, Nostitz, Plotzen, Rodewitz, Särka, Spittel, Taubenheim/Spree, Weißenberg und Zschorna sowie
- 7 Gemeinden des alten Landkreises Löbau zum neuen Kreis Görlitz-Land:

Altbernsdorf a.d. Eigen, Berzdorf a.d. Eigen, Dittersbach a.d. Eigen, Kiesdorf a.d. Eigen, Oehlisch, Schönau a.d. Eigen und Sohland a. Rotstein.
51 Gemeinden des alten Landkreises Löbau bildeten den neuen Kreis Löbau:
Beiersdorf, Bellwitz, Bernstadt auf dem Eigen, Berthelsdorf, Bischdorf, Carlsbrunn, Dolgowitz, Cunewalde, Dürrhennersdorf, Ebersbach, Ebersdorf, Eibau, Eiserode, Friedersdorf, Georgewitz, Glossen, Großdehsa, Großhennersdorf, Großschweidnitz, Herrnhut, Herwigsdorf, Kemnitz, Kittlitz, Kleindehsa, Kleinradmeritz, Kottmarsdorf, Kunnersdorf auf dem Eigen, Lauba, Lautitz, Lawalde, Löbau, Stadt, Neueibau, Neugersdorf, Neusalza-Spremberg, Niedercunnersdorf, Obercunnersdorf, Oberoderwitz, Oelsa, Oppach, Oppeln, Ottenhain, Rennersdorf, Rosenhain, Ruppersdorf, Schönbach, Schönberg, Strahwalde, Walddorf, Weigsdorf-Köblitz, Wohla und Zoblitz.
Durch Umgliederungen über Kreisgrenzen hinweg und Gemeindegebietsveränderungen sank die Zahl der Gemeinden von anfänglich 51 auf 29 bei Auflösung des Kreises (1994):
- 4. Dezember 1952 Umgliederung von Krappe aus dem Kreis Bautzen in den Kreis Löbau
- 1. Januar 1957 Eingliederung von Kunnersdorf a.d. Eigen in die Stadt Bernstadt
- 22. März 1970 Zusammenschluss von Georgewitz und Bellwitz zu Georgewitz-Bellwitz
- 1. April 1974 Eingliederung von Carlsbrunn, Krappe, Oppeln und Wohla in Kittlitz
- 1. April 1974 Eingliederung von Glossen in Lautitz
- 1. April 1974 Eingliederung von Dolgowitz in Rosenhain
- 1. Dezember 1976 Eingliederung von Schönberg in Cunewalde
- 1. Januar 1979 Umgliederung von Breitendorf aus dem Kreis Bautzen in den Kreis Löbau
- 1. Januar 1979 Eingliederung von Eiserode und Oelsa in die Stadt Löbau
- 1. Januar 1994 Eingliederung von Zoblitz in die Stadt Reichenbach/O.L.
- 1. Januar 1994 Zusammenschluss von Bischdorf und Herwigsdorf zu Rosenbach
- 1. März 1994 Eingliederung von Kemnitz in die Stadt Bernstadt
- 1. März 1994 Eingliederung von Rennersdorf/O.L. in Berthelsdorf
- 1. März 1994 Eingliederung von Ruppersdorf/O. L. in Herrnhut, Stadt
- 1. März 1994 Eingliederung von Kleinradmeritz und Lautitz in Kittlitz
- 1. März 1994 Eingliederung von Kleindehsa und Lauba in Lawalde
- 1. März 1994 Eingliederung von Großdehsa und Rosenhain in die Stadt Löbau
- 1. März 1994 Eingliederung von Georgewitz-Bellwitz in Kittlitz

Am 17. Mai 1990 wurde der Kreis in Landkreis Löbau umbenannt. Erster und einziger Landrat des Landkreises Löbau war Volker Stange. Am 1. August 1994 erfolgte die Bildung des neuen Sächsischen Oberlausitzkreises, der 1995 in Landkreis Löbau-Zittau umbenannt wurde. Bei der Neubildung wurde der Landkreis Löbau (27 Gemeinden) mit dem Landkreis Zittau (18) und zwei südlich gelegenen Gemeinden des Landkreises Görlitz zusammengefasst. Der Landkreis Löbau gab des Weiteren zwei seiner Gemeinden an den Landkreis Bautzen ab. Diese Kreisreform von 1994 knüpfte an die territorialen Verwaltungsstrukturen, wie sie im 19. Jahrhundert vorhanden waren, wieder an.

## Wirtschaft und Verkehr
Die traditionelle Leinenweberei fand ihre Fortsetzung in der Textilindustrie. Mehr als ein Zehntel der Kreisbewohner arbeitete in diesem Industriesektor. Der VEB Oberlausitzer Textilbetriebe besaß drei Werke in Löbau, und in Neusalza-Spremberg war der VEB Baumwollweberei und -veredlung ansässig. Zentren der Textilherstellung waren weiterhin die Städte Ebersbach und Neugersdorf.
Die Stadt Löbau war bereits im 14. Jh. ein Mittelpunkt der Tuchmacherproduktion und entwickelte sich im 19. Jh. zum größten Garnmarkt der Oberlausitz.
Darüber hinaus war sie weitbekannt für die »Förster«-Klaviere, die hier seit 120 Jahren hergestellt wurden. Produkte der Industrie des Kreises waren außerdem Schuhe, Elektroanlagen, Möbel und Spiegel. Der Fremdenverkehr spielte im westlichen Kreisgebiet, im Lausitzer Bergland, eine Rolle. Hier lagen die Erholungsorte Neusalza-Spremberg und das nördlich gelegene Cunewalde. Die Ortsbilder der Straßendörfer waren durch Umgebindehäuser geprägt.
Das Kreisgebiet war stets Durchgangsland zwischen den Kaufmanns- und Handelsstädten Bautzen, Görlitz und Zittau. Durch den Landkreis verliefen die Straßen- und Schienenwege im Transitverkehr nach Polen und zur Tschechoslowakei mit Löbau als Verkehrsknotenpunkt, Handels- und Industriezentrum.

## Bevölkerungsdaten der Städte und Gemeinden
Bevölkerungsübersicht aller 43 Gemeinden des Kreises, die 1990 in den wiedergegründeten Freistaat Sachsen kamen.
| AGS      | Gemeinde                       | Einwohner  | Einwohner  | Fläche (ha) |
| AGS      | Gemeinde                       | 03.10.1990 | 31.12.1990 | 31.12.1990  |
| 14038010 | Beiersdorf                     | 1.444      | 1.449      | 645         |
| 14038030 | Bernstadt auf dem Eigen, Stadt | 2.342      | 2.334      | 1.098       |
| 14038040 | Berthelsdorf                   | 1.347      | 1.340      | 1.123       |
| 14038050 | Bischdorf                      | 701        | 703        | 968         |
| 14038070 | Cunewalde                      | 4.222      | 4.213      | 2.323       |
| 14038090 | Dürrhennersdorf                | 1.203      | 1.196      | 1.067       |
| 14038100 | Ebersbach, Stadt               | 12.669     | 12.592     | 1.489       |
| 14038110 | Ebersdorf                      | 1.282      | 1.275      | 760         |
| 14038120 | Eibau                          | 3.916      | 3.869      | 1.119       |
| 14038130 | Eiserode                       | 263        | 256        | 445         |
| 14038140 | Friedersdorf                   | 1.709      | 1.693      | 1.089       |
| 14038150 | Georgewitz-Bellwitz            | 381        | 371        | 522         |
| 14038170 | Großdehsa                      | 389        | 391        | 456         |
| 14038180 | Großhennersdorf                | 1.841      | 1.824      | 2.194       |
| 14038190 | Großschweidnitz                | 1.777      | 1.770      | 744         |
| 14038200 | Herrnhut, Stadt                | 1.754      | 1.747      | 199         |
| 14038210 | Herwigsdorf                    | 1.252      | 1.243      | 1.382       |
| 14038220 | Kemnitz                        | 1.069      | 1.067      | 1.559       |
| 14038230 | Kittlitz                       | 1.751      | 1.739      | 1.605       |
| 14038240 | Kleindehsa                     | 452        | 444        | 542         |
| 14038250 | Kleinradmeritz                 | 214        | 210        | 362         |
| 14038260 | Kottmarsdorf                   | 643        | 640        | 794         |
| 14038280 | Lauba                          | 752        | 746        | 351         |
| 14038290 | Lautitz                        | 566        | 560        | 921         |
| 14038300 | Lawalde                        | 880        | 886        | 561         |
| 14038310 | Löbau, Stadt                   | 17.479     | 17.332     | 1.756       |
| 14038320 | Neueibau                       | 789        | 786        | 161         |
| 14038330 | Neugersdorf, Stadt             | 7.725      | 7.676      | 553         |
| 14038340 | Neusalza-Spremberg, Stadt      | 2.862      | 2.848      | 1.199       |
| 14038350 | Niedercunnersdorf              | 1.386      | 1.366      | 741         |
| 14038360 | Obercunnersdorf                | 2.016      | 1.999      | 768         |
| 14038370 | Oberoderwitz                   | 2.975      | 2.956      | 1.668       |
| 14038390 | Oppach                         | 3.256      | 3.209      | 801         |
| 14038410 | Ottenhain                      | 496        | 484        | 676         |
| 14038420 | Rennersdorf/O.L.               | 776        | 756        | 1.101       |
| 14038430 | Rosenhain                      | 698        | 700        | 1.047       |
| 14038440 | Ruppersdorf/O.L.               | 1.447      | 1.431      | 1.789       |
| 14038450 | Schönbach                      | 1.570      | 1.501      | 906         |
| 14038470 | Strahwalde                     | 1.066      | 1.058      | 989         |
| 14038480 | Walddorf                       | 1.059      | 1.040      | 456         |
| 14038490 | Weigsdorf-Köblitz              | 2.127      | 2.098      | 339         |
| 14038510 | Zoblitz                        | 207        | 210        | 353         |
| 14038520 | Breitendorf                    | 193        | 188        | 374         |
| 14038000 | Landkreis Löbau                | 92.946     | 92.196     | 39.992      |

## Kfz-Kennzeichen
Den Kraftfahrzeugen (mit Ausnahme der Motorräder) und Anhängern wurden von etwa 1974 bis Ende 1990 dreibuchstabige Unterscheidungszeichen, die mit den Buchstabenpaaren RO und YO begannen, zugewiesen. Die letzte für Motorräder genutzte Kennzeichenserie war YX 75-01 bis YX 97-00.
Anfang 1991 erhielt der Landkreis das Unterscheidungszeichen LÖB. Es wurde bis zum 31. Juli 1994 ausgegeben. Seit dem 9. November 2012 ist es im Landkreis Görlitz erhältlich.

## Codes
- Postleitzahlen bis 1993: 870*
- Postleitzahlen seit 1993: 027*
- Telefonvorwahlen: 0358*